# Республика Соединённых провинций
Соединённые провинции или Республика Соединённых Провинций (нидерл. Republiek der Verenigde Provinciën; официальное название — Республика Семи Объединённых Нижних Земель, нидерл. Republiek der Zeven Verenigde Nederlanden; лат. Belgium Foederatum) — конфедеративная республика, образовавшаяся в результате победы Нидерландской революции XVI века. Республика прекратила своё существование с французским вторжением 1792–1795 годов, хотя упадок наступил уже раньше.
Страна также была известна под названием Голландская республика или просто Голландия — по причине особой значимости одноимённой провинции для Нидерландского государства. Соединённые провинции существовали с июля 1581 года (фактически) по январь 1795 года, когда были преобразованы в Батавскую республику. Территория Соединённых провинций была несколько меньше территории современного Королевства Нидерландов.

## Создание республики
В ходе Восьмидесятилетней войны Семнадцати провинций в борьбе за независимость от Испанской империи в результате так называемой Утрехтской унии в 1579 году был образован союз пяти провинций, к которым вскоре присоединились ещё две провинции. Целью союза стало создание общей армии, ведение общей казны и заседание совместного правительства. 26 июля 1581 года Генеральными Штатами северных провинций был опубликован Акт о клятвенном отречении, в котором было провозглашено, что король Испании не исполнял своих обязанностей в Нидерландах и поэтому больше не считается законным правителем. Фактически этим актом было создано новое государство.
Испания признала независимость республики фактически в 1609 году, официально — только в 1648 году в соответствии с Вестфальским миром.

## Состав
Республика являлась конфедерацией семи формально монархий и одной формально республики:
- Голландия
- Зеландия
- Утрехт
- Стад-эн-Ланде (республика) (Гронинген)
- Гелдерн
- Оверэйссел
- Фрисландия
- Ландшафт Дренте (не имел представительства в Генеральных Штатах, однако был полноценной провинцией и имел свой собственный законодательный орган (провинциальные штаты) и своего штатгальтера).

Кроме того, в состав Республики Соединённых провинций входили так называемые Генералитетские земли, которые не входили в состав ни одной провинции и управлялись напрямую Генеральными штатами; на этих землях не было Провинциальных штатов и они не были представлены в центральном правительстве.

## Государственное устройство
Де-факто конституцией конфедеративной республики была Утрехтская уния 1579 года.
Государственное устройство Республики долгое время носило в значительной степени архаичный и во многом неупорядоченный характер. Сохранялись многие старинные привилегии провинций, которые в прошлом были феодальными княжествами, городами и общинами. Высшим органом власти в Республике являлись Генеральные Штаты. Существовавший наряду с ними Государственный совет в XVII веке утратил своё значение. Других централизованных общегосударственных органов власти долгое время не существовало. Фактическое руководство исполнительной властью в Республике на протяжении большей части её истории принадлежало статхаудерам (штатгальтерам) из дома Оранских-Нассау, как правило, являвшимся также главнокомандующими вооружённых сил республики. Противоборство унитарной монархической силы в лице статхаудеров и республиканской системы, которую возглавлял Пенсионарий, существовало на протяжении XVII—XVIII веков. Великий пенсионарий — другой ответственный государственный пост в Нидерландской республике. В руках пенсионария иногда сосредоточивалась вся полнота власти.
Представитель крупной буржуазии Ян де Витт (1625—1672), занимая должность великого пенсионария, в 1650 году добился упразднения должности статхаудера и в ходе т. н. первого бесстатхаудерного периода (1650—1672) являлся фактическим правителем Соединённых Провинций. Высшим достижением правительства Яна де Витта была победа над Англией во Второй англо-голландской войне (1666 год), одержанная на море хорошо оснащённым голландским флотом. Во время мощного народного восстания 1672 года, вспыхнувшего вслед за нападением Франции на Республику (Голландская война), Ян де Витт был отстранён от власти (позднее он был вместе с братом Корнелисом растерзан толпой, подстрекаемой оранжистами), а Вильгельм III Оранский избран адмиралом, главнокомандующим и статхаудером. За его смертью (1702) последовал второй бесстатхаудерный период, после чего в 1747 году статхаудером Соединенных провинций был провозглашён Вильгельм IV Оранский. В 1748 году ему удалось добиться установления наследственного характера должности статхаудера.

## Экономика
После образования в 1581 году Республики Соединённых Провинций, семь из них, наиболее экономически развитых составили основу нового государства. Поскольку подавляющее большинство населения проживало в городах, это послужило толчком для развития производства и предпринимательства и превращения республики в первое буржуазное государство в Европе. Амстердам стал основным торговым узлом, первенство которому уступили средиземноморские порты и Антверпен, который остался под испанской короной. Свобода вероисповедания, предпринимательства и торговли в короткие сроки позволили достичь такого финансового могущества, что это привело к началу так называемого «Золотого века». В 1662 году Питер де ла Кур в своей работе «Interest van Holland ofte Gronden van Hollands-Welvaren» определил принципы, благодаря которым Республика Соединённых провинций достигла финансового доминирования над другими государствами. К ним он отнёс: свободу в выборе религии, образования, торговли, производства, искусства, гражданства. Также при реализации этих принципов важную роль играло гарантирование со стороны государства прав собственности и стабильная система налогообложения. Для упорядочивания финансовой системы республики была проведена денежная реформа, благодаря чему в 1581 году был введен серебряный гульден, а в 1609 году для управления денежными массами — Амстердамский обменный банк (нидерл. Amsterdamsche Wisselbank).

## Демография
| Население Нидерландов, 1500—1800 (× 1.000) |
|                                            |

К 1300 году территория северных исторических Нидерландов была относительно малонаселенной. Это изменилось около 1500 года, когда выросла урбанизация. Северные Нидерланды с населением около миллиона человек были одним из самых урбанизированных регионов Европы. Это было достигнуто не за счет высокой заселенности городов (например, по сравнению с городами в южных Нидерландах), а за счет большого количества городов.
Общая численность населения Республики увеличилась вдвое между 1500 и 1650 годами. Значительный вклад в это внесли большие волны протестантских беженцев из Испанских Нидерландов (от 100 000 до 150 000 человек) и из Франции (гугеноты, от 35 000 до 50 000). В прибрежных провинциях население увеличилось даже втрое.
После этого вплоть до 1750 года численность населения Северной Голландии и Фрисландии сокращалась, а в городах вокруг Зейдерзее — стагнировала. Кроме того, очень резко упало количество жителей в голландских промышленных городах, таких как Делфт, Лейден и Харлем. После 1780 года рост возобновился на севере и юге Голландии и во Фрисландии.
На востоке Республики с 1500 года также наблюдался медленный рост, но он был ограничен из-за Восьмидесятилетней войны, которая бушевала в основном на востоке и юге. После 1650 года здесь ускорился рост. Война вызвала резкое сокращение населения, особенно на юге, где в первой половине XVI века наблюдался значительный рост населения. Снижение экономического значения юга также было причиной упадка. После войны Северный Брабант и территория, которая сейчас называется нидерландским Северным Лимбургом, восстановилась, и в период с 1700 по 1750 год рост население продолжался. Демографические изменения в том, что сейчас является нидерландским Южным Лимбургом, было противоположным.
После закрытия Шельды в 1585 году многие горожане из Южных Нидерландов поселились в основном в Амстердаме, Мидделбурге, Лейдене и Харлеме. В первых двух городах треть населения в то время говорила с антверпенским акцентом. В Лейдене и Харлеме многие говорили на западнофламандском и французском языках, особенно в текстильной промышленности. Помимо большого притока южных нидерландцев, была беспрецедентно большая иммиграция, в частности, из Вестфалии, Франции (гугеноты) и (через) Португалию, в результате чего треть жителей Республики в начале XVII века были иностранного происхождения. В некоторых городах, таких как Лейден, их было даже больше половины всех жителей.
Между 1525 и 1675 годами городское население Северных Нидерландов увеличилось с 300 000 до 815 000 жителей. Около 1600 года только в пяти крупнейших городах проживало более 20 000 жителей: Амстердам, Лейден, Харлем, Утрехт и Мидделбург, вместе около 160 000 жителей. В 1675 году шестью крупнейшими городами (более 25 000 жителей) были Амстердам (более 200 000), Лейден (приблизительно 65 000), Роттердам (приблизительно 45 000), Харлем (приблизительно 37 000), Мидделбург (более 27 000) и Утрехт (более 25 000).
Между 1514 и 1680 годами население провинции Голландия выросло примерно с 275 000 до 883 000 человек, большинство из которых проживало в девятнадцати городах. В следующем столетии население медленно сократилось примерно до 783 000 (примерно в 1750 году, затем оставалось стабильным до конца XVIII века). В период до 1800 года наблюдался также избыток смертности около 800 000 человек, а 250 000 человек эмигрировали за границу. По оценкам, примерно 1,4 миллиона человек переехали в города за этот период, 1,2 миллиона из них — иммигрировали.

### Религия
Большинство верующих являлись кальвинистами, крупнейшая кальвинистская деноминация — Нидерландская реформатская церковь (Nederlandse Hervormde Kerk). Часть верующих (преимущественно на юге) являлись католиками и принадлежали к Апостольскому викариату Голландской Миссии (провинции с протестантским большинством), Апостольскому викариату Хертогенбоса (Статс-Брабант, ныне Северный Брабант), Епархии Рурмонда (Статс-Лимбург и Статс-Оппергелре, ныне Лимбург), Архиепархии Мехелена (Статс-Фландрия, ныне Зеландия).

## История

### Вторая половина XVII века
Несмотря на постоянные войны, XVII век был периодом расцвета нидерландской экономики. Нидерландские купцы господствовали на внутренних европейских рынках, Балтийском и Средиземном морях, в Германии и Великобритании. Потеснив Антверпен, Амстердам стал центром европейской торговли. Голландские рыболовные суда преобладали на Северном море. Республика распространила своё влияние и на далёкие заморские территории и благодаря необычайно предприимчивым Ост- и Вест-Индской компаниям захватила обширные колонии в Юго-Восточной Азии (начав с захвата португальских владений) и в Америке. Голландская Ост-Индская компания, основанная в 1602, пользовалась монополией торговли в бассейнах Индийского и Тихого океанов. Компания выдерживала конкуренцию со стороны англичан и направляла большие грузы пряностей и прочих экзотических товаров в Европу. От имени Генеральных Штатов компания обладала правом объявления войны и заключения мира, могла строить в колониях города и крепости, чеканить монету, заключать договоры с туземными властями, назначать чиновников. Её колоссальные прибыли имели большое значение для ускоренного экономического подъёма страны. Достижения нидерландской Вест-Индской компании носили более скромный характер. Первоначально она занималась торговлей рабами и каперством, то есть захватом испанских и португальских судов. Опорные пункты деятельности этой компании находились в поселениях на Карибском море и в колонии Новая Голландия (на месте современных штатов Нью-Йорк и Нью-Джерси), которую в 1660-х годах Соединенные провинции уступили англичанам.
Вторая половина XVII в. характеризовалась для Голландии острым соперничеством с Англией за преобладание в мировой морской торговле и борьбе с ней за колонии, что неоднократно приводило к войнам между этими странами, шедшим с переменным успехом. Однако с 1680-х гг. наметилось сближение двух стран на внешнеполитической арене, обусловленное необходимостью противостоять агрессивной политике абсолютистской Франции на континенте и в частности её стремлению к захвату Испанских Нидерландов. Англо-голландский союз укрепился после провозглашения Вильгельма III Оранского английским королём в 1689 году (см. Славная революция).

### XVIII век

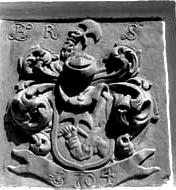
Герб над входом домика Петра I в Вологде с инициалами H.R.S. (Голландские Республиканские Штаты)

Англия и Голландия выступали союзниками в Войне за испанское наследство 1701—1714 годов.
С начала XVIII века наметилось ослабление политического веса Голландской республики в Европе. Хотя Республика ещё могла поддерживать экономику на уровне, достигнутом в XVII веке, Франция и особенно Англия уже выходили на первые роли на континенте. В экономической сфере усиливалось доминирование Англии в мировой торговле. В международных отношениях Нидерланды придерживались нейтралитета, что способствовало стабилизации внутриполитической ситуации в стране и давало преимущества в ведении торговли с воюющими государствами.
Четвёртая англо-голландская война, закончившаяся для Республики неудачей (Голландия была вынуждена уступить Великобритании ряд колониальных владений и предоставить её гражданам возможность свободной торговли в Голландской Ост-Индии), привела к острому внутриполитическому кризису. В 1787 году в ходе событий, известных как Батавская революция, статхаудер был свергнут и возвращён к власти лишь в результате прусской военной интервенции. А в 1795 году, в ходе Войны Первой коалиции войска Французской республики под командованием Пишегрю оккупировали территорию Республики Соединённых провинций, положив фактический конец её существованию. Была провозглашена «дочерняя» Франции Батавская республика.

### XIX век
В 1806 году Батавская республика была превращена Наполеоном в королевство во главе с его братом Луи, а в 1810 году её территория была включена в состав наполеоновской Французской империи.
30 ноября 1813 года Виллем VI Оранский высадился на территории страны и был встречен как национальный герой. Его немедленно провозгласили Суверенным Принцем Объединённых Нидерландов. В 1815 было образовано Объединённое королевство Нидерланды, в которое также вошли «Австрийские Нидерланды» (то есть нынешняя Бельгия). Виллем VI стал королём этого объединённого государства, таким образом, окончательно установив монархический строй.